# Олійникове (станція)
Олійникове — проміжна залізнична станція Знам’янської дирекції Одеської залізниці на лінії Помічна—Колосівка.
Розташована у с.Антонівка Братського району Миколаївської області між станціями Висоцьке (8 км) та Людмилівка (8 км).
Виникла 1932 року під такою ж назвою. Електрифікована 1972 року у складі лінії Помічна-Колосівка.
На станції зупиняються приміські електропоїзди.